# Muhammad Ilyas Kandhalawi
Maulana Muhammad Ilyas Kandhalawi (* 1885; † 1944) war ein islamischer Gelehrter und der Gründer der Tablighi Jamaat.

## Leben
Muhammad Ilyas Kandhalawis Familie war in enger Beziehung zur Führungsebene der Deobandi-Bewegung.
1938 reiste Kandhalawi mit Mitgliedern seiner Familie und anderen Anhängern nach Mekka, um dort zu missionieren. E traf auf König Abd al-Aziz b. Sa ud und den obersten Richter des Hedschas, welche ihm vermutlich die Erlaubnis zur Mission erteilten.
Nach seinem Tod im Jahre 1944 traten andere Mitglieder seiner Familie als Führungspersonen der Tablighi Jamaat in den Vordergrund.